# ソユーズT-10-1
ソユーズT-10-1（西側ではしばしばソユーズT-10aと呼ばれる）は、ソユーズT-9の乗組員が滞在していたサリュート7号を訪れることを目的としていたソユーズ宇宙船のミッションである。しかし、1983年9月26日の発射カウントダウン中に事故が発生し、ロケットは発射台で炎に包まれた。ソユーズの打ち上げ脱出システムがロケットが爆発する2秒前に点火したため、乗組員は無事だった。これは、乗組員を乗せた状態で打ち上げ脱出システムが作動した、世界初の例となった。

## 乗組員
- ウラジーミル・チトフ - 機長
- ゲンナジー・ストレカロフ - フライトエンジニア

## ミッションパラメータ
- 質量:6850 kg
- 近点:N/A
- 遠点:N/A
- 軌道傾斜角:N/A
- 軌道周期:N/A

## ミッションハイライト

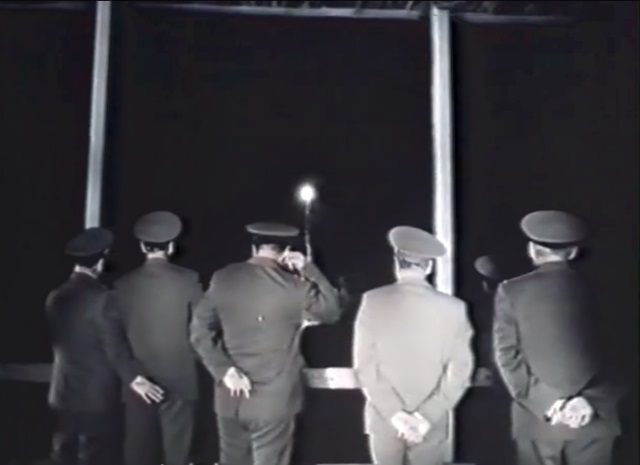
打上げ脱出システムが作動したソユーズT-10-1

予定された打上げ時刻の直前、燃料がソユーズ-Uロケットの底部に漏れ、T-90秒の時点で火災が発生した。打上げコントロールチームは脱出システムを起動させたが、コントロールケーブルは既に焼け切れており、ソユーズ宇宙船の乗組員自身でも脱出システムを起動できなかった。20秒後、打上げコントロールチームはついに無線コマンドで脱出システムを起動することに成功したが、その頃にはロケットブースターは炎に包まれていた。爆発ボルトが点火してソユーズ宇宙船の降下モジュールとサービスモジュールとの間の結合が切り離され、続いて脱出システムのモーターが点火されて軌道モジュールと降下モジュールが結合状態のまま上昇した。このモーターの噴射により、5秒間の間に137から167 m/s2(14から17G)の加速度が生じた。脱出システムが起動したわずか2秒後にブースターロケットが爆発し、発射台（スプートニク1号やボストーク1号を打ち上げた由緒ある発射台であった）が破壊された。ソユーズ宇宙船を収納していた覆い(ペイロードシュラウド)の外側に付けられていた羽根型の4枚の空力安定板が開き、高度650mで軌道モジュールから降下モジュールが分離して、ペイロードシュラウドの固定から解放された。降下モジュールの底部熱シールドが投棄されて着陸用固体燃料ロケットが使用可能な状態になり、緊急パラシュートが展開されて発射台から4km先に着地した。2人の乗組員は、強い加速度で打撲傷を負ったが、生き残った。
この打上げの失敗によって、サリュート7号に残されたままで寿命を迎えるソユーズT-9宇宙船の帰還カプセルを交換することができなくなった。このことは、西側のメディアでは「ソユーズT-9で数カ月前にサリュート7号に到着し、滞在している宇宙飛行士が帰って来られなくなった」などと、誇張して報道された。
数年後、アメリカのテレビチャンネルヒストリーのインタビューに対し、ウラジーミル・チトフは脱出ロケットに点火した後の乗組員の最初の行動は、宇宙船のボイスレコーダーの解除だったと語った。
なお、本機以前の無人での（有人用として設計された機体での、無人打上げテスト）脱出システムの作動例として、マーキュリー・アトラス3号がある。